# Castle Pines North, Colorado
Castle Pines North är en stad (city) i Douglas County, i delstaten Colorado, USA. Enligt United States Census Bureau har staden en folkmängd på 10 602 invånare (2011) och en landarea på 23,3 km².